# Władysław Szuszkiewicz
Władysław Szuszkiewicz (Vilna, 12 de noviembre de 1938 – Szczecin, 14 de noviembre de 2007) es un deportista polaco que compitió en piragüismo en la modalidad de aguas tranquilas.
Participó en tres Juegos Olímpicos de Verano, entre los años 1964 y 1972, obteniendo una medalla de bronce en Múnich 1972, en la prueba de K2 1000 m.

## Palmarés internacional
| Juegos Olímpicos | Juegos Olímpicos | Juegos Olímpicos  | Juegos Olímpicos |
| Año              | Lugar            | Medalla           | Competición      |
| ---------------- | ---------------- | ----------------- | ---------------- |
| 1972             | Múnich (RFA)     | Medalla de bronce | K2 1000 m        |